# Villa Española
|  | Per al club esportiu uruguaià, vegeu Club Social y Deportivo Villa Española |

Villa Española és un barri del centre de Montevideo, Uruguai. Limita amb els barris de Mercado Modelo a l'oest, Pérez Castellanos al nord-est, Ituzaingó al nord, Flor de Maroñas al nord-est, Maroñas a l'est, i Unión al sud. És la seu del C.S.D. Villa Española.
El seu nom deriva d'un poblat d'immigrants espanyols.